# Thajské královské námořnictvo
Thajské královské námořnictvo je námořní složkou ozbrojených sil Thajska. Jedná se o regionální námořní mocnost, jejíž sílu dlouhodobě limituje nedostatek finančních prostředků. K roku 2008 disponovalo námořnictvo 26 000 příslušníky a 20 000 vojáky námořní pěchoty. Jádro námořnictva představuje jedna letadlová loď, osm fregat, šest korvet a řada dalších plavidel.

## Vývoj

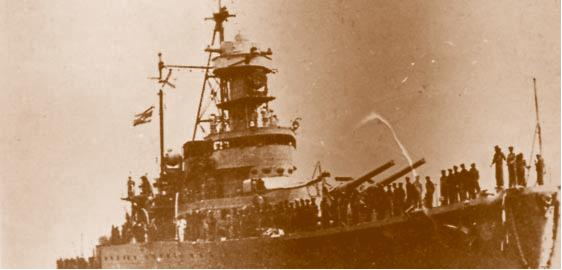
Thonburi

Fregata Maeklong třídy Tachin zůstala zachována dodnes

Moderní thajské námořnictvo vzniklo na počátku 20. století, nejprve ale nepředstavovalo významnější sílu. V průběhu 20. let však ve Velké Británii získalo torpédoborec Phra ruang (původně HMS Radiant patřící ke třídě R), korvetu Chao Phya (původně minolovka britské třídy Hunt), čtyři torpédové čluny a dvě pobřežní obrněné lodě třídy Ratanakosindra. Ve 30. letech thajské námořnictvo dále sílilo, přičemž pro svou zvětšující se flotu postavilo novou námořní základnu Sattahip, kterou používá dodnes. Britové dodali ještě tři torpédové čluny, Italové devět torpédovek třídy Trad, dvě minonosky třídy Bangrachan a rozestavěly rovněž dvojici malých křižníků, které po vypuknutí druhé světové války zabavily jako Etna a Vesuvio (dostavěny ale nikdy nebyly). Hlavní dodavatelem se ovšem stalo Japonsko, u kterého Thajsko získalo dva pobřežní obrněnce třídy Sri Ajudhja, čtyři ponorky třídy Matchanu, čtyři torpédové čluny třídy Kantang a dvě šalupy třídy Tachin.
Do ostré akce byly thajské lodě nasazeny v září 1940 po vypuknutí francouzsko-thajské války. Malá francouzská eskadra však dokázala v lednu 1941 jeho hlavní síly porazit na hlavu v bitvě u Ko Čangu, ve které byly potopeny obě obrněné lodě třídy Sri Ajudhja a tři torpédovky. V prosinci 1941 se země dostala také do války s Japonskem, které ho donutilo vyhlásit válku Spojencům. Námořnictvo se ale žádné akce neúčastnilo a prošlo zbytkem války beze ztrát. Po válce si lodě mohlo ponechat a většinu ze starších jednotek ponechalo ve službě do 60.–70. let.
Dne 18. prosince 2022 se korveta Sukhothai (FS 442) třídy Ratanakosin potopila v bouři.

## Složení

### Letadlové lodě

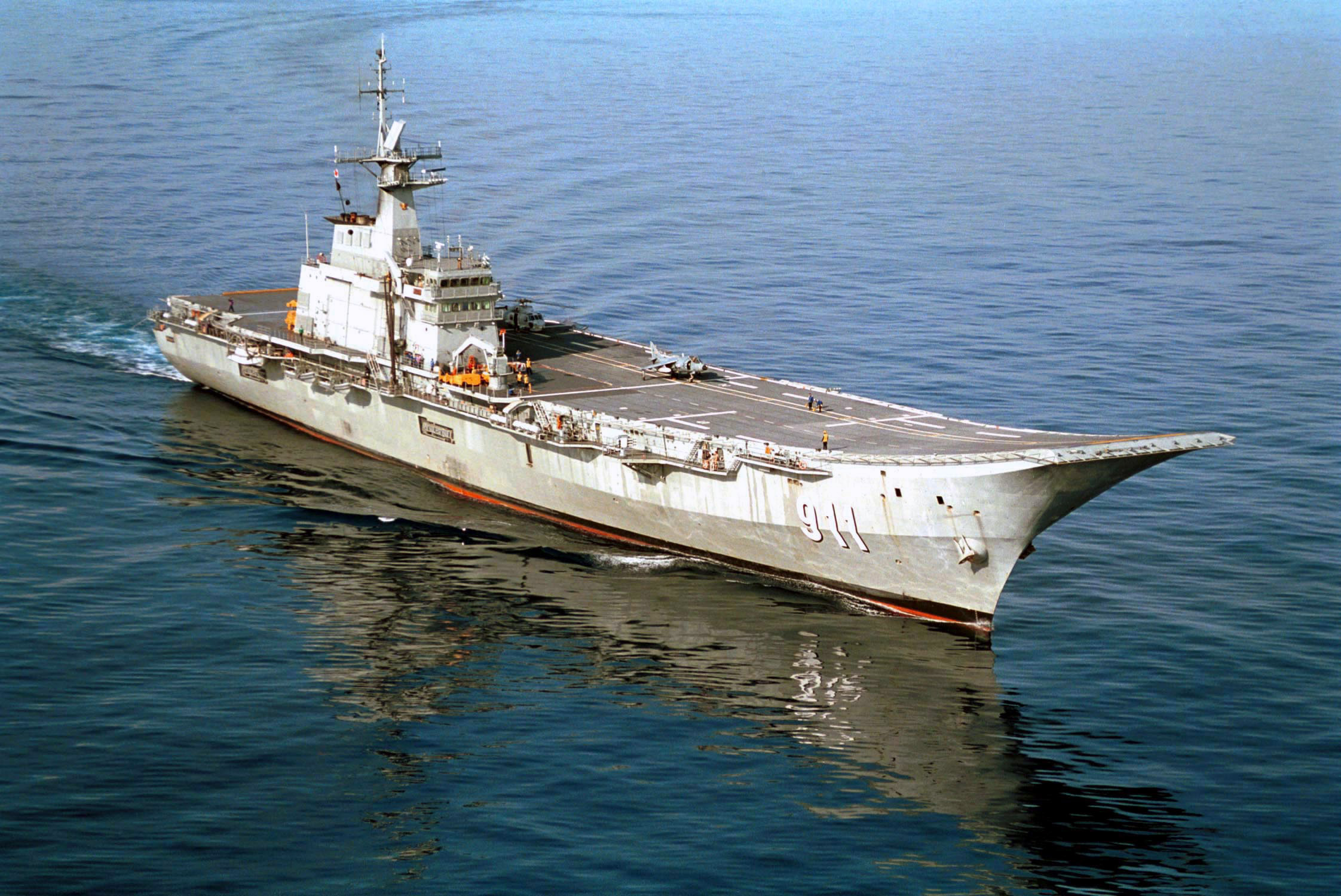
Chakri Naruebet (CVH 911)

- Chakri Naruebet (CVH 911)

### Fregaty
- Třída Pchúmipchon Adunjadét
  - Pchúmipchon Adunjadét (FF 471)

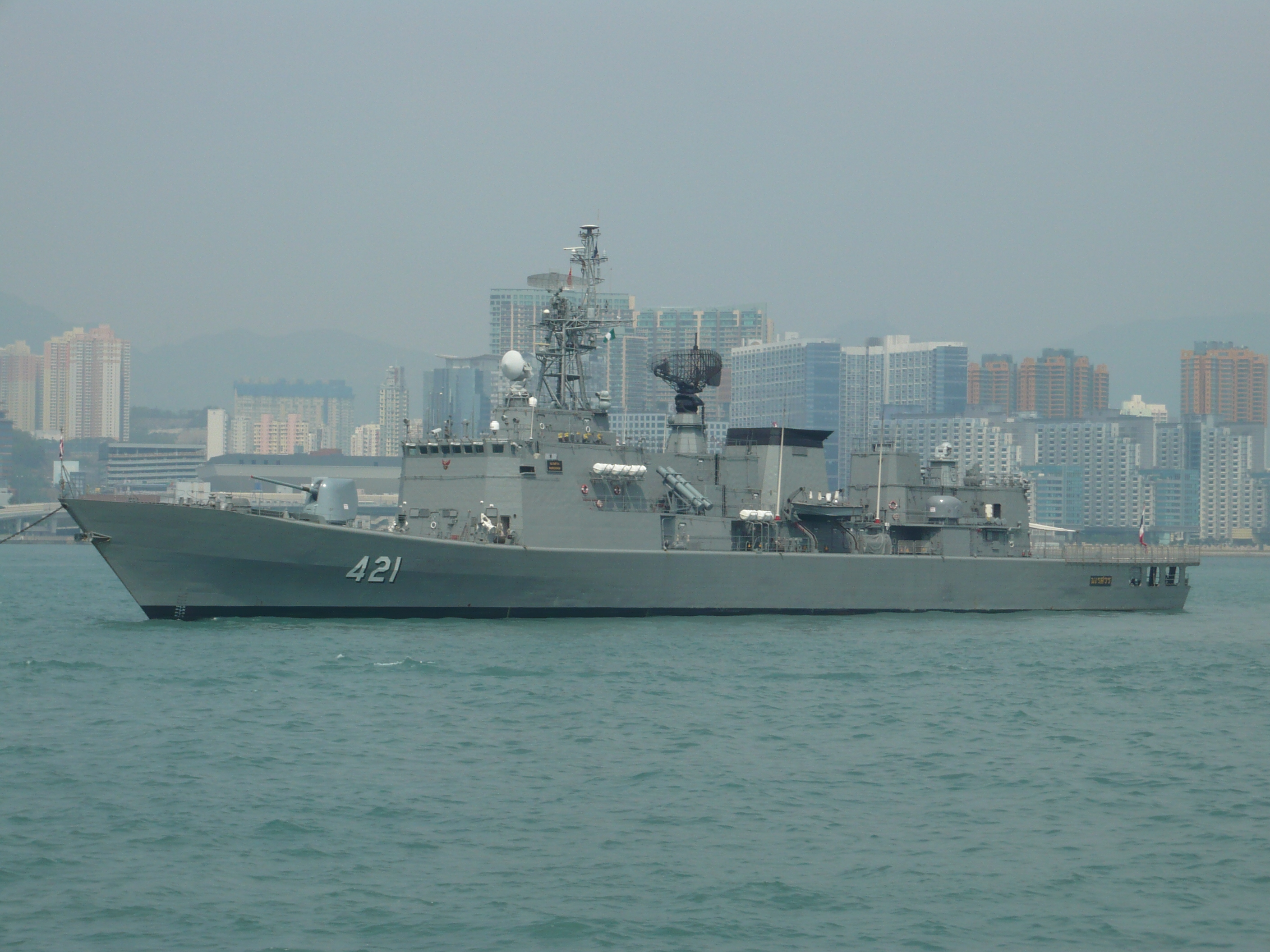
Naresuan (FF 421)

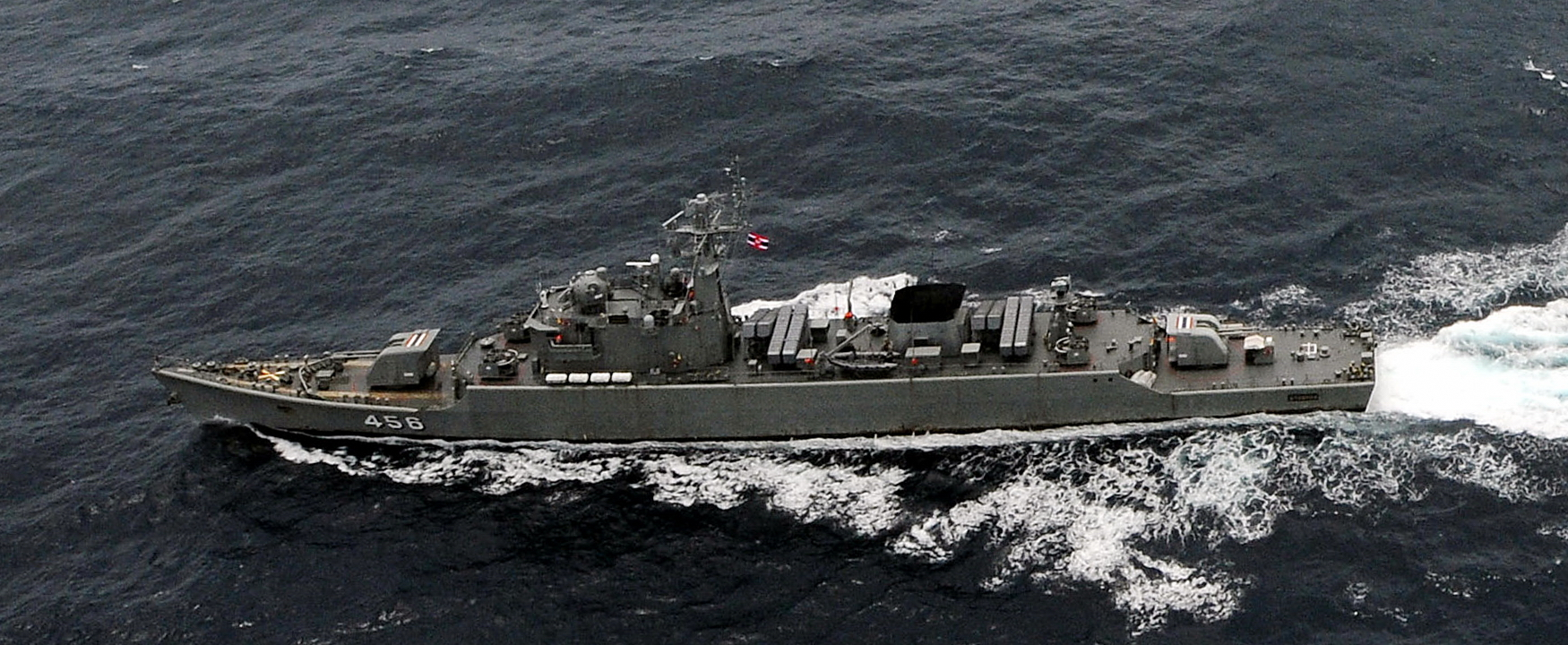
Bangpakong (FF 456)

- Třída Naresuan (varianta fregat typu 053H2G)
  - Naresuan (FF 421)
  - Taksin (FF 422)

- Třída Chao Phraya (varianta fregat typu 053H2)
  - Chao Phraya (FF 455)
  - Bangpakong (FF 456)
  - Kraburi (FF 457)
  - Saiburi (FF 458)

- Makut Rajakumarn (FF 433) – slouží k hlídkování a výcviku

### Korvety
- Třída Khamronsin
  - Khamronsin (FS 531)
  - Thayanchon (FS 532)
  - Longlom (FS 533)

- Třída Ratanakosin
  - Ratanakosin (FS 441)

- Třída Tapi
  - Khirirat (FS 432)

### Rychlé útočné čluny
- Třída Chonburi
  - Chonburi (FAC 331)
  - Songkla (FAC 332)
  - Phuket (FAC 333)

### Hlídkové lodě
- Třída M58 (1 ks)

- Třída Krabi
  - HTMS Krabi (OPV 551)

Krabi (OPV 551)

  - HTMS Prachuap Khiri Khan (OPV 552)

- Třída Pattani
  - Pattani (OPV 511)
  - Narathiwat (OPV 512)

- Třída Hua Hin (3 ks)

- Třída Sattahip (6 ks)

#### Hlídkové čluny
- Třída M36 (5 ks)
- Třída M21 (23 ks)
- Třída T.997 (2 ks)
- Třída T.994 (3 ks)
- Třída T.991 (3 ks)
- T.227

### Výsadkové lodě
- Typu 071ET
  - HTMS Chang (LPD 792)
- Třída Endurance
  - HTMS Angthong (LPD 791)

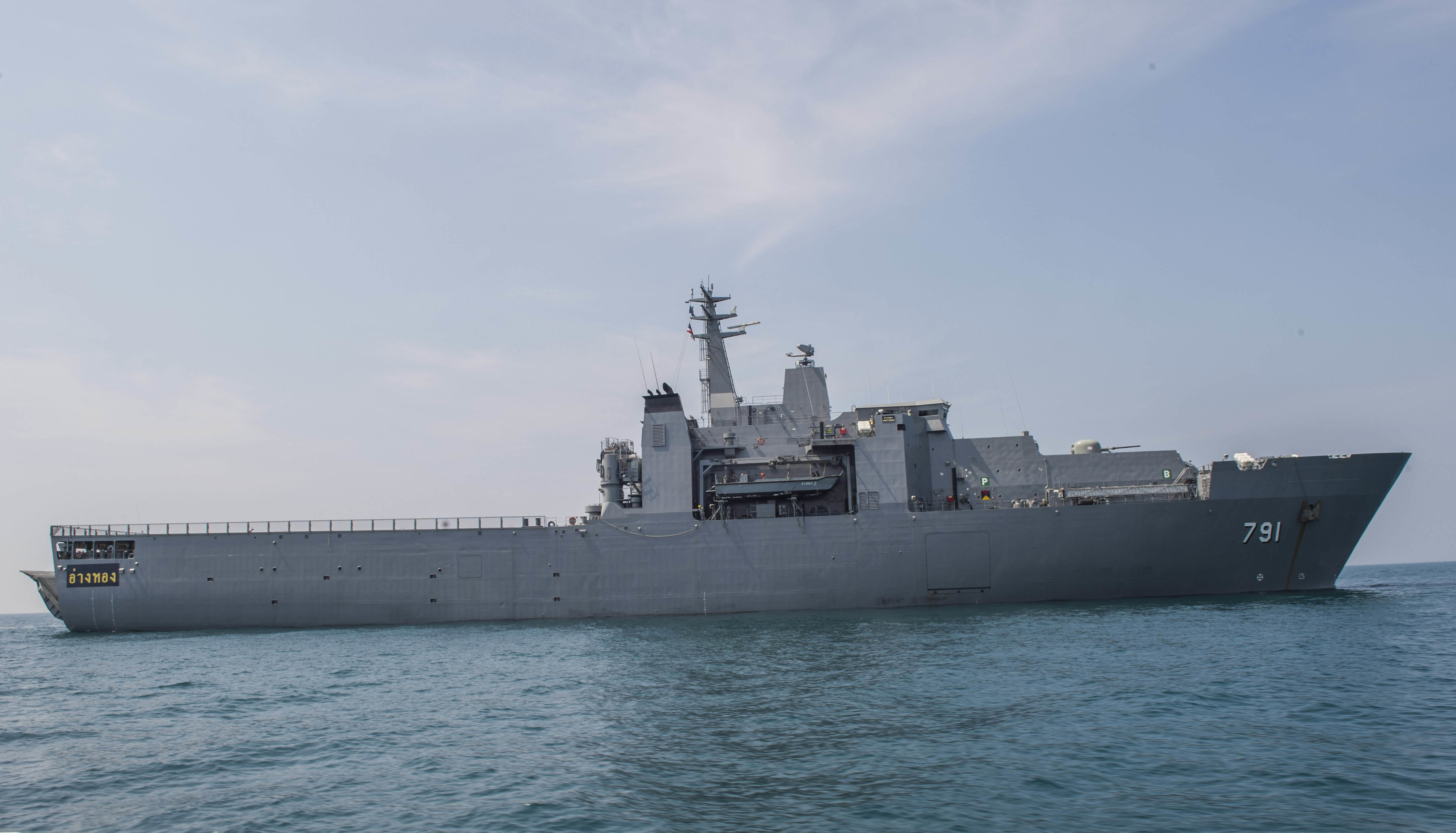
Angthong (LPD 791)

- Třída Sichang – tanková výsadková loď
  - Sichang (LST 721)
  - Surin (LST 722)

- Třída Mattaphon – výsadková člun (LCU)
  - Mattaphon (LCU 784)
  - Ravi (LCU 785)

- Třída Mannok – výsadková člun (LCU)
  - Mannok (LCU 781)
  - Manklang (LCU 782)
  - Mannai (LCU 783)

### Pomocné lodě

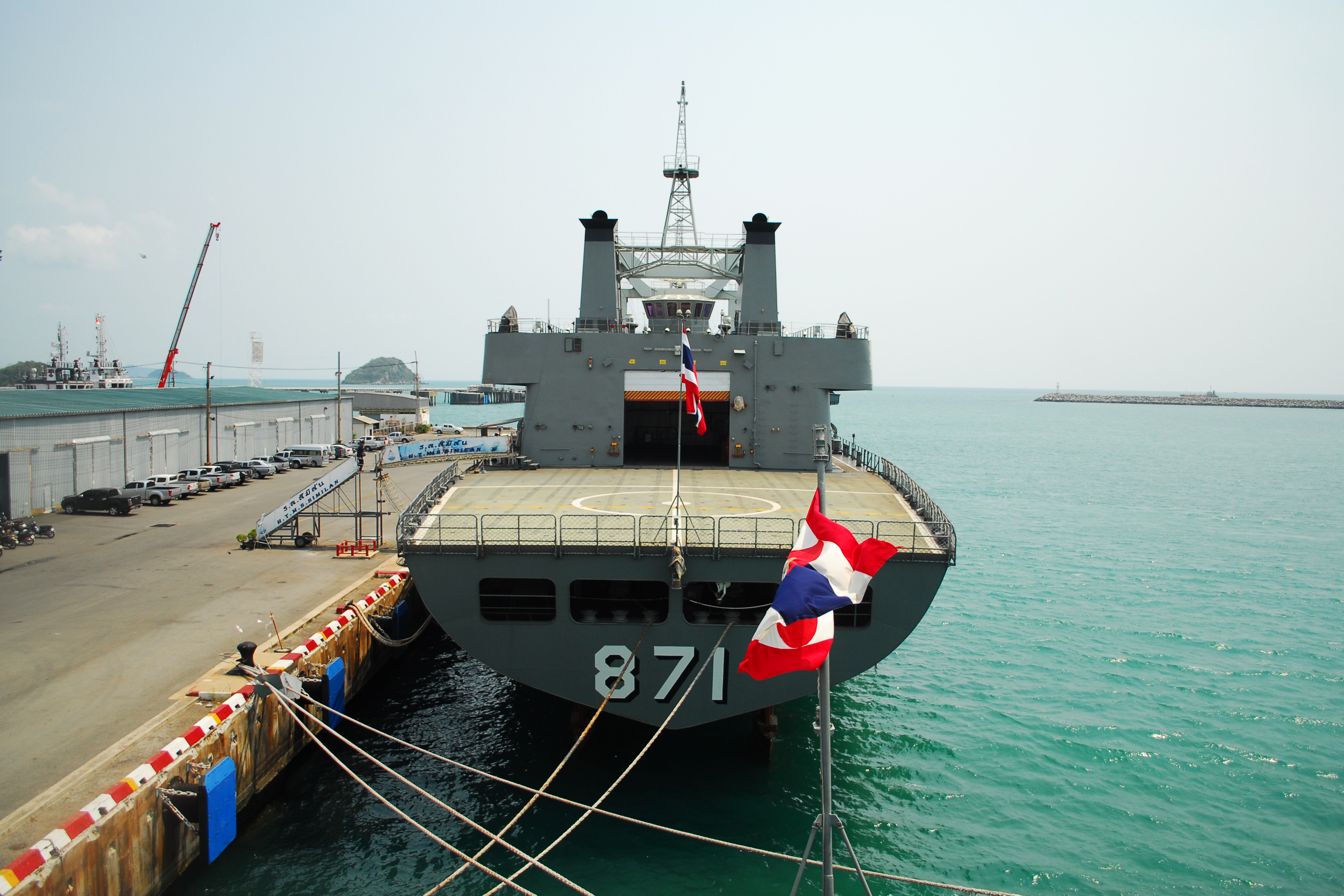
Similan (AORH 871)

- Třída R22T (varianta zásobovací lodi typu 903)
  - Similan (AORH 871)

- Pharuehatsabodi (AGOR 813) – oceánografická loď typu Damen HSV 6613
- Suk (AGOR 812) – oceánografická loď
- Chanthara (AGOR 811) – oceánografická loď

- Suriya (ABU 821) – výzkumná loď

## Plánované akvizice
- Tři konvenční ponorky třídy S26T odvozené od čínského typu 039A/B – V říjnu 2023 byl program pozastaven. Jeho realizaci komplikoval německý nesouhlas s exportem dieselů a odmítnutí jejich nárady motory čínskými.
- Plánovaná druhá fregata třídy DW-3000H.